# Kirkpatrick MacMillan
 Der er for få eller ingen kildehenvisninger i denne artikel, hvilket er et problem. Du kan hjælpe ved at angive troværdige kilder til de påstande, som fremføres i artiklen.

Kirkpatrick Macmillan (2. september 1812 Keir, Dumfries and Galloway - 26. januar 1878, Keir) var en skotsk smed. Han bliver tilskrevet opfindelsen af den baghjulstrukne cykel
Han forbindes også med de første sikkerhedsregler for cyklister. 
| Biografi | Spire Denne biografi er en spire som bør udbygges. Du er velkommen til at hjælpe Wikipedia ved at udvide den. |